# Devin Cannady
Devin Cannady (Mishawaka, 21 de maio de 1996) é um jogador norte-americano de basquete profissional que atualmente joga no Orlando Magic da National Basketball Association (NBA).
Ele jogou basquete universitário pela Universidade de Princeton.

## Carreira no ensino médio
Cannady foi apresentado ao basquete por seu pai, um ex-jogador universitário, que lhe mostrou fitas de Michael Jordan. Cannady jogou pela Marian High School em Mishawaka, Indiana. Em seu terceiro ano, ele teve médias de 21,9 pontos, 4,8 rebotes, 3,3 assistências e 2,9 roubadas de bola. Após a temporada, Cannady se juntou ao Spiece Indy Heat na Nike Elite Youth Basketball League (EYBL), levando sua equipe às finais do torneio. Ele terminou o ensino médio como o jogador mais vencedor da história da escola e ficou em segundo lugar em pontos com 1.475. Ele também jogou como quarterback no time de futebol americano por quatro anos. Cannady foi considerado um recruta de basquete de três estrelas pela 247Sports e pela Rivals e se comprometeu a jogar basquete universitário na Universidade de Princeton.

## Carreira universitária
Como calouro, Cannady teve médias de 11,6 pontos e 2,5 rebotes e ajudou a equipe a chegar ao NIT. Durante sua segunda temporada, ele teve médias de 13,4 pontos, 3,6 rebotes e 1,9 assistências e ajudou Princeton a ficar invicto na Ivy League, vencer o torneio da Ivy League e participar do Torneio da NCAA de 2017. Em seu terceiro ano, Cannady teve médias de 16,7 pontos e 5,4 rebotes em uma equipe que terminou com um recorde de 13-16. Ele foi nomeado para a Segunda Equipe da Ivy League.
Em 18 de janeiro de 2019, Cannady foi preso, mas sua acusação de agressão agravada foi rebaixada para um crime de desordem e ele foi condenado a serviço comunitário. Ele foi suspenso de Princeton e começou a ver um terapeuta para controlar a ansiedade. Ele foi reintegrado pela equipe em 8 de fevereiro e jogou quatro jogos antes de anunciar em 1º de março que estava encerrando sua temporada devido a um assunto pessoal. Em 16 jogos, ele teve médias de 18,2 pontos, 5,8 rebotes e 1,7 assistências. Cannady terminou sua carreira com 1.515 pontos, o quinto maior da história de Princeton.

## Carreira profissional

### Long Island Nets (2019–2020)
Depois de não ser selecionado no draft da NBA de 2019, Cannady se juntou ao Oklahoma City Thunder para a Summer League de 2019. Em 15 de outubro de 2019, ele assinou um contrato de 10 dias com o Brooklyn Nets mas foi dispensado pela equipe antes da temporada regular. Em 27 de outubro, Cannady foi alocado para o afiliado de Brooklyn na G-League, o Long Island Nets. Durante a temporada de estreia de Cannady, ele teve que equilibrar o basquete profissional com a conclusão de seu diploma de sociologia em Princeton. Em 27 de dezembro, ele registrou 33 pontos, o recorde de sua carreira, oito rebotes e três assistências na vitória por 109-95 sobre Erie BayHawks.
Em 40 jogos no Long Island, ele teve médias de 14,4 pontos, 3,9 rebotes e 2,6 assistências.

### Lakeland Magic (2021)
Em 27 de novembro de 2020, Cannady assinou um contrato de 10 dias com o Orlando Magic mas foi dispensado após dois jogos da pré-temporada em 19 de dezembro.
Em 24 de janeiro de 2021, Cannady foi incluído no elenco do Lakeland Magic. Pela equipe, ele jogou em 13 jogos e teve médias de 11,7 pontos, 2,8 rebotes e 2,7 assistências em 25,8 minutos. O Lakeland Magic venceu o título da G-League em 2021 e Cannady foi nomeado o MVP do campeonato depois de marcar 22 pontos na final.

### Orlando Magic (2021)
Em 6 de abril, o Orlando Magic assinou um contrato de 10 dias com Cannady. Ele foi dispensado em 13 de abril após três jogos. Três dias depois, ele assinou um contrato de mão dupla com o Magic. Em 25 de abril, Cannady sofreu uma fratura exposta no tornozelo direito durante uma derrota por 131-112 para o Indiana Pacers. Em 4 de maio, ele foi dispensado por Orlando.

### Retorno a Lakeland (2021–2022)
Em 12 de outubro de 2021, Cannady assinou um contrato de 10 dias com Orlando para sua segunda passagem pela equipe. No entanto, ele foi dispensado três dias depois. Cannady posteriormente se juntou ao Lakeland Magic.

### Retorno a Orlando (2022–Presente)
Em 31 de março de 2022, Cannady assinou um contrato de 10 dias com o Orlando Magic. Em 10 de abril, ele assinou um contrato pelo resto da temporada.

## Estatísticas da carreira

### NBA

#### Temporada regular
| Ano      | Equipe   | PJ | PT | MPJ  | AP   | 3P   | LL   | RT  | AS  | BR  | TO | PPJ  |
| -------- | -------- | -- | -- | ---- | ---- | ---- | ---- | --- | --- | --- | -- | ---- |
| 2020–21  | Orlando  | 8  | 0  | 9.3  | .393 | .375 | .857 | .6  | .1  | .6  | .1 | 4.3  |
| 2021–22  | Orlando  | 5  | 0  | 29.0 | .341 | .405 | .714 | 1.2 | 2.0 | 1.0 | .6 | 10.0 |
| Carreira | Carreira | 13 | 0  | 19.1 | .367 | .390 | .785 | .8  | 1.0 | .8  | .3 | 7.1  |

### Universitário
| Ano      | Equipe    | PJ  | PT | MPJ  | AP   | 3P   | LL   | RT  | AS  | BR  | TO | PPJ  |
| -------- | --------- | --- | -- | ---- | ---- | ---- | ---- | --- | --- | --- | -- | ---- |
| 2015-16  | Princeton | 29  | 0  | 22.0 | .485 | .456 | .889 | 2.5 | 1.2 | 1.1 | .2 | 11.6 |
| 2016-17  | Princeton | 30  | 24 | 31.5 | .416 | .409 | .938 | 3.6 | 1.9 | 1.1 | .3 | 13.4 |
| 2017-18  | Princeton | 29  | 28 | 36.7 | .452 | .394 | .884 | 5.4 | 1.7 | .8  | .1 | 16.7 |
| 2018-19  | Princeton | 16  | 15 | 36.8 | .416 | .360 | .869 | 5.8 | 1.7 | 1.6 | .2 | 18.2 |
| Carreira | Carreira  | 104 | 67 | 31.7 | .442 | .404 | .895 | 4.3 | 1.6 | 1.1 | .2 | 14.9 |

Fonte:

## Vida pessoal
O pai de Cannady, Tony, jogou basquete universitário no Bethel College. Atualmente, ele está noivo da jogadora da WNBA, Katie Lou Samuelson.